# Saxifraga reyeri
Saxifraga reyeri là một loài thực vật có hoa trong họ Saxifragaceae. Loài này được Huter miêu tả khoa học đầu tiên năm 1905.